# Lingqiu
Lingqiu (chinesisch 灵丘县, Pinyin Língqiū Xiàn) ist ein chinesischer Kreis der bezirksfreien Stadt Datong in der Provinz Shanxi. Er hat eine Fläche von 2.734 km² und zählt 212.771 Einwohner (Stand: Zensus 2020).